# Pablo López Quinteros
Pablo López (Trinidad, 1 de marzo de 2002) es un futbolista uruguayo que juega de defensa central en Club Sportivo Miramar Misiones. 

## Trayectoria
Realizó las divisiones inferiores en el C. A. Peñarol, donde fue campeón de la Copa Libertadores Sub-20 de 2022.
Debuta profesionalmente el 26 de junio de 2022 ante el Liverpool Fútbol Club por el Torneo Intermedio 2022.
Fue transferido oficialmente el 21 de enero de 2024 al Club Sportivo Miramar Misiones

## Clubes
| Club          | País    | Año             | Part. | Goles | Asist. |
| ------------- | ------- | --------------- | ----- | ----- | ------ |
| Peñarol       | Uruguay | 2022 - Presente | 2     | 0     | 0      |
| Total carrera |         | 2022 - presente | 0     | 2     | 0      |

- Actualizado al último partido disputado el 25 de marzo de 2023.

## Palmarés

### Títulos internacionales
| Título                   | Club          | País    | Año  |
| ------------------------ | ------------- | ------- | ---- |
| Copa Libertadores Sub-20 | C. A. Peñarol | Uruguay | 2022 |